# Challenger de Jönköping 2016
El torneo RC Hotel Open 2016 es un torneo profesional de tenis. Pertenece al ATP Challenger Series 2016. Se disputará su 1ª edición sobre superficie dura, en Jönköping, Suecia entre el 07 al el 13 de marzo de 2016.

## Jugadores participantes del cuadro de individuales
| Favorito | País                            | Jugador             | Rank1 | Posición en el torneo |
| -------- | ------------------------------- | ------------------- | ----- | --------------------- |
| 1        | Bandera de Serbia               | Filip Krajinović    | 97    | Segunda ronda         |
| 2        | Bandera de Alemania             | Dustin Brown        | 100   | Primera ronda         |
| 3        | Bandera de Alemania             | Jan-Lennard Struff  | 108   | Semifinales           |
| 4        | Bandera de Eslovaquia           | Lukáš Lacko         | 109   | Primera ronda         |
| 5        | Bandera de Portugal             | Gastão Elias        | 121   | Segunda ronda         |
| 6        | Bandera de Rusia                | Konstantin Kravchuk | 129   | Segunda ronda         |
| 7        | Bandera de Bosnia y Herzegovina | Mirza Bašić         | 133   | Primera ronda         |
| 8        | Bandera de Moldavia             | Radu Albot          | 145   | Primera ronda         |

- 1 Se ha tomado en cuenta el ranking del 29 de febrero de 2016.

### Otros participantes
Los siguientes jugadores recibieron una invitación (wild card), por lo tanto ingresan directamente al cuadro principal (WC):
- Isak Arvidsson
- Markus Eriksson
- Daniel Windahl
- Elliot Benchetrit

Los siguientes jugadores ingresan al cuadro principal tras disputar el cuadro clasificatorio (Q):
- Constant Lestienne
- Matwé Middelkoop
- Roberto Ortega-Olmedo
- Patrik Rosenholm

## Campeones

### Individual Masculino
- Andrey Golubev derrotó en la final a  Karen Jachanov, 6–7(9), 7–6(5), 7–6(4)

### Dobles Masculino
- Isak Arvidsson /  Fred Simonsson derrotaron en la final a  Markus Eriksson /  Milos Sekulic, 6-3, 3-6, [10-6]